# Annapurna III
L'Annapurna III (nepalès: अन्नपूर्ण ३) és una muntanya que forma part del massís de l'Annapurna, al Nepal. La seva altura és de 7.555 metres, cosa que la converteix en la 42a muntanya més alta de la Terra i la tercera més alta de la serralada. La seva prominència és de 703 metres.

## Història
La muntanya va ser escalada per primera vegada el 6 de maig de 1961 per una expedició índia dirigida pel capità Mohan Singh Kohli per la cara nord-est. La corada que va fer el cim estava formada per Mohan Kohli, Sonam Gyatso i Sonam Girmi. Una expedició de dones japoneses va aconseguir fer el cim el 19 de maig de 1970.
Diverses expedicions han intentat fer el cim de l'Annapurna III a través de l'aresta sud-est sense èxit. El primer intent de pujar per aquesta aresta la van fer l'any 1981 Nick Colton i Tim Leach, els quals van arribar a uns 300 metres per sota del cim abans de fer-se enrere. El 2010 ho van intentar infructuosament dues vegades Pete Benson, Nick Bullock i Matt Helliker. El 2016 David Lama va filmar un documental del seu intent infructuós per l'aresta sud-est, juntament amb Hansjörg Auer i Alex Blümel. Aquest documental guanyà la millor pel·lícula d'escalada atorgat per l'UIAA.
Finalment, després d'un primer intent infructuós el 2019, una expedició ucraïnesa formada per Mykyta Balabanov, Vyacheslav Polezhayko i Mykhailo Fomin assoliren el cim per aquesta ruta el 6 de novembre de 2021.